# Hugo-Häring-Preis

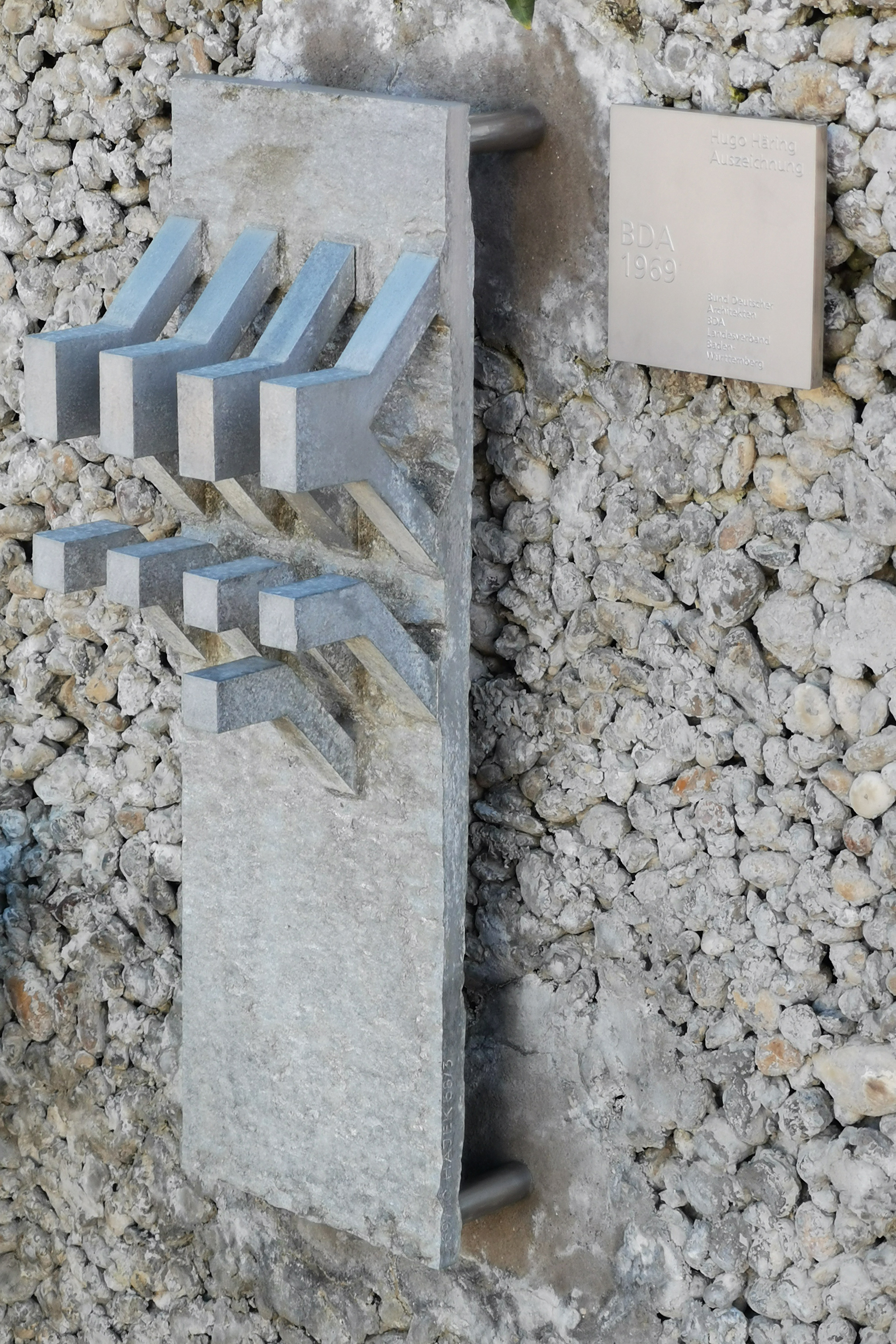
Auszeichnung von 1969

Der Hugo-Häring-Preis ist ein Architekturpreis für vorbildliche Bauwerke in Baden-Württemberg. Seit 1969 verleiht der Landesverband Baden-Württemberg des Bundes Deutscher Architektinnen und Architekten (BDA) den nach dem Architekten Hugo Häring benannten Preis an Bauherren und Architekten für ihr gemeinsames Werk.
Der Preis wurde erstmals 1969 vergeben, danach in den Jahren 1970, 1972, 1973 und 1974. Seit 1978 erfolgt die Verleihung nur noch im Abstand von drei Jahren. In den zwei dazwischen liegenden Jahren findet in den 15 Kreisbezirken ein Verfahren zur „Auszeichnung Guter Bauten“ statt, umgangssprachlich auch „Kleiner Hugo“ genannt. Die so ausgezeichneten Bauten qualifizieren sich für den eigentlichen Preis, der als Hugo-Häring-Landespreis umgangssprachlich auch als „Großer Hugo“ bezeichnet wird.

## Preisträger

### 1969
| Projekt                                                                                           | Ort                  | Bild | Bauherr                                                            | Architekturbüro |
| ------------------------------------------------------------------------------------------------- | -------------------- | ---- | ------------------------------------------------------------------ | --- |
| Wohnhaus Antes                                                                                    | Karlsruhe            |      | Horst Antes                                                        | Erich Rossmann, Karlsruhe                                                                                                 |
| Wohnhügel Marl                                                                                    | Marl                 |      | Neue Marler Baugesellschaft, Direktor Hoffrichter                  | Entwurf: Roland Frey, Hermann Schröder, Claus Schmidt, Stuttgart Ausführung: Peter Faller und Hermann Schröder, Stuttgart |
| Reihenhausgruppe                                                                                  | Stetten im Remstal   |      | Weig, Walter Belz, Hans Kammerer                                   | Hans Kammerer, Walter Belz, Stuttgart                                                                                     |
| Wohnbebauung Bietigheim-Buch-Südost                                                               | Bietigheim-Buch      |      | Bietigheimer Wohnbau; Bürgermeister Lothar Spaeth                  | Gerhart Kilpper, Stuttgart; Martin Einsele, Gladbeck                                                                      |
| Städtebauliche Gruppierung Kleiner Schlossplatz mit dem Verwaltungsbau der Württembergischen Bank | Stuttgart            |      | Industriehof AG, Stuttgart; Württembergische Bank, Stuttgart       | Württembergische Bank:Rolf Gutbrod, Stuttgart; Ladengruppe: Max Bächer, Walter Belz und Hans Kammerer, Stuttgart          |
| Taschentuchfabrik                                                                                 | Blumberg             |      | H. Winkler, Tiengen; Spinnerei Lauffenmühle                        | Egon Eiermann, Karlsruhe (2009 trotz Denkmalschutz abgebrochen)                                                           |
| Kinderdorf Marienpflege Ellwangen                                                                 | Ellwangen            |      | Kinderdorf Marienpflege Ellwangen (Direktor Knam, Geistlicher Rat) | Wolfgang Rothmaier, Hans Tröster, Ellwangen                                                                               |
| Konzertgarten Bundesgartenschau 1967                                                              | Karlsruhe            |      | Ausstellungs- und Kongress GmbH, Karlsruhe                         | Gernot Kramer, Christian Blomeier, Hans Georg Böhler, Karlsruhe                                                           |
| Ländliches Bildungszentrum Wildberg                                                               | Wildberg             |      | Stadt Wildberg, Bürgermeister Krautter                             | Johannes Billing, Jens Peters und Nikolaus Ruff, Stuttgart                                                                |
| Evangelisches Gemeindezentrum Mannheim-Pfingstberg                                                | Mannheim-Pfingstberg |      | Evangelische Pfingstgemeinde Mannheim                              | Carlfried Mutschler, Mannheim                                                                                             |
| Planung der Universität Ulm                                                                       | Ulm                  |      | Land Baden-Württemberg                                             | Hans-Walter Heinrich, Karl-Heinz Reisert, Ulrich Schweizer, Universitätsbauamt Ulm                                        |

### 1970
| Projekt                                                             | Ort                 | Bild | Bauherr                                                                                     | Architekturbüro                                                                                        | |
| ------------------------------------------------------------------- | ------------------- | ---- | ------------------------------------------------------------------------------------------- | --- | --- |
| Wohnhaus Lünz                                                       | Rottweil            |      | Hans Lünz, Rottweil                                                                         | Hans Lünz, Rottweil                                                                                    | |
| Personalwohnsiedlung Hohenacker                                     | Wildbad             |      | Land Baden-Württemberg                                                                      | Hans Kammerer und Walter Belz, Stuttgart Gartenarchitekt: Hans Luz, Stuttgart                          | |
| Wohnbebauung Stuttgart-Lauchhau                                     | Stuttgart-Vaihingen |      | Stuttgarter Wohn- und Siedlungsgesellschaft                                                 | Wolf Irion, Reiner Färber Stuttgart                                                                    | |
| Wohngebiet Kornhalde                                                | Esslingen-Sulzgries |      | Fortschrittenbau                                                                            | Dieter Raichle, Gotthilf Raichle und Rudolf Götz, Esslingen                                            | |
| Zentrum Mannheim-Vogelstang                                         | Mannheim-Vogelstang |      | Neue Heimat Baden-Württemberg; Gemeinnützige Wohnungs- und Siedlungsgesellschaft, Stuttgart | Helmut Striffler, Mannheim                                                                             | |
| Katholisches Gemeindezentrum „Maria Regina“                         | Fellbach            |      | Katholische Stadtpfarrgemeinde, Fellbach                                                    | Klaus Franz, Stuttgart                                                                                 | |
| Flächennutzungsplan und Leitplan Innenstadt                         | Friedrichshafen     |      | Stadt Friedrichshafen                                                                       | Gerhart Kilpper & Partner, Stuttgart                                                                   | |
| Neugestaltung des Karlsruher Schlossgartens, Bundesgartenschau 1967 |                     |      |                                                                                             | Land Baden-Württemberg und Stadt Karlsruhe                                                             | Gesamtplanung: Herbert W. Dirks und Johannes Peter Hölzinger, Bad Nauheim; Gottfried Kühn, Gartenarchitekt, Köln |
| Wohnsiedlung Baumgarten                                             | Karlsruhe-Rüppurr   |      | GAGFAH, Gemeinnützige Aktiengesellschaft für Angestellten-Heimstätten, Essen                | Werkgemeinschaft Wolfgang Hirsch, Rudolf Hoinkis, Martin Lanz, Paul Schütz und Dieter Stahl, Karlsruhe | |
| Städtebauliche Sanierung Querspange Waiblingen                      | Waiblingen          |      | Jakob Honauer, Fritz Gabler, Firma Albert Kässer und Firma Heinz Göltenbodt, Waiblingen     | Rainer R. Czermak, Stuttgart                                                                           | |
| Textilfabrik Bisingen                                               | Bisingen            |      | Ernst Schöller, Bisingen                                                                    | Werner Luz, Stuttgart                                                                                  | |

### 1972
| Projekt                                                      | Ort           | Bild | Bauherr                                      | Architekturbüro                                                |
| ------------------------------------------------------------ | ------------- | ---- | -------------------------------------------- | -------------------------------------------------------------- |
| Evangelisches Gemeindezentrum Wildberg                       | Wildberg      |      | Evangelische Kirchengemeinde, Wildberg       | Fiedler, Frenkel, Hagenlocher und Stanger, Stuttgart           |
| Kurhaus Badenweiler                                          |               |      |                                              | Planung/Entwurf: Staatl. Hochbauamt Freiburg/Klaus Humpert     |
| Wohnanlage Tapachstrasse                                     | Stuttgart-Rot |      | Wohnbau GmbH München, Hauptverwaltung Bonn   | Peter Faller und Hermann Schröder, Färber Stuttgart            |
| Bauten und Anlagen für die XX. Olympischen Spiele in München |               |      | Bundesrepublik Deutschland, Freistaat Bayern | Behnisch und Partner, Stuttgart                                |
| Commerzbank Stuttgart, Stiftsgasse                           | Stuttgart     |      | Commerzbank AG, Stuttgart                    | Hans Kammerer, Walter Belz                                     |
| Universitätsbauamt Ulm                                       |               |      | Land Baden-Württemberg                       | Hans-Walter Henrich Gärtnerische Gestaltung: Brigitte Wormbs   |
| Ganztagesschule Osterburken                                  | Osterburken   |      | Land Baden-Württemberg und Stadt Osterburken | Jan C. Bassenge, Kay Puhan-Schulz und Hasso F. Schreck, Berlin |

### 1973
| Projekt                                                                  | Ort       | Bild | Bauherr            | Architekturbüro                                              |
| ------------------------------------------------------------------------ | --------- | ---- | ------------------ | ------------------------------------------------------------ |
| Pestalozzi-Schule/Sonderschule für lernbehinderte Kinder und Jugendliche | Pforzheim |      | Landkreis Enzkreis | Hansjörg Mosetter, Artur Nuss und Helmut Kienzler, Pforzheim |

### 1974
| Projekt                                                                                      | Ort                  | Bild | Bauherr                                                                              | Architekturbüro                                                                                           |
| -------------------------------------------------------------------------------------------- | -------------------- | ---- | ------------------------------------------------------------------------------------ | --- |
| Terrassenwohnung Stuttgart-Neugereut                                                         | Stuttgart-Mühlhausen |      | Siedlungswerk der Diözese Rottenburg, Stuttgart                                      | Peter Faller, Hermann Schröder, Stuttgart                                                                 |
| Universität Konstanz                                                                         | Konstanz             |      | Land Baden-Württemberg                                                               | Universitätsbauamt Konstanz                                                                               |
| Zementwerk Geisingen                                                                         | Geisingen            |      | Breisgauer Portland Cementfabrik GmbH, Kleinkems/Baden                               | Fritz und Barbara Wilhelm, Stuttgart                                                                      |
| Deutsches Literaturarchiv                                                                    | Marbach/Neckar       |      | Deutsche Schillergesellschaft, Marbach                                               | Jörg und Elisabeth Kiefner und Wolfgang Lauber, Stuttgart                                                 |
| Zwei Schulzentren – ein Bausystem (Schulzentrum Ellwangen und Schulzentrum Neckartenzlingen) | Ellwangen            |      | Stadt Ellwangen                                                                      | Architektenpartnerschaft Hans-Georg Brunnert, Hasso Mory, Wolfgang Osterwalder, Manfred Vielmo, Stuttgart |
| Holzfachwerksystem Herrenalb                                                                 | Bad Herrenalb        |      | Kurt Hoffmann und Harald Lindenau, Bad Herrenalb                                     | Entwurf und Systementwicklung: Karl Heinz Goetz, Karlsruhe                                                |
| Grund- und Sonderschule, Schönaich                                                           | Schönaich            |      | Gemeinde Schönaich                                                                   | Arbeitsgemeinschaft Wolf Irion, Werner Hammeley, Horst Nanz, Joerg Olkus, Stuttgart/Fellbach              |
| Progymnasium auf dem Schäfersfeld                                                            | Lorch                |      | Stadt Lorch                                                                          | Behnisch und Partner, Stuttgart; Hannes Hübner, Hermann Peltz                                             |
| Terrassierte Reihenhäuser                                                                    | Waiblingen-Neustadt  |      | Siedlungsgenossenschaft Neustadt eGmbH und Belz, Greitzke, Hallermann, Munz, Wittich | Josef Greitzke, Klaus Hallermann, Eberhard Munz, Roland Wittich im Büro Kammerer und Belz, Stuttgart      |
| Dietrich-Bonhoeffer-Schule Weinheim                                                          | Weinheim             |      | Stadt Weinheim                                                                       | GUS, Gesellschaft für Umweltplanung mbH (vormals Planungsgruppe Klein)                                    |
| Hauptverwaltung IBM Deutschland GmbH                                                         | Stuttgart-Vaihingen  |      | IBM Deutschland GmbH, Stuttgart                                                      | Egon Eiermann mit Heinz Kuhlmann, Imre Biró, Lászlo Biró, Hans Peter Wieland                              |

### 1978
| Projekt                                                | Ort                                | Bild | Bauherr                                                             | Architekturbüro                                                      |  |
| ------------------------------------------------------ | ---------------------------------- | ---- | ------------------------------------------------------------------- | -------------------------------------------------------------------- |  |
| Mensa der Universität Stuttgart                        | Stuttgart-Vaihingen                |      | Land Baden-Württemberg                                              | Atelier 5, Bern                                                      |  |
| Festsaalgebäude der Freien Waldorfschule Uhlandshöhe   | Stuttgart                          |      | Verein für ein freies Schulwesen, Stuttgart                         | Johannes Billing, Jens Peters, Nikolaus Ruff, Stuttgart              |  |
| Mehrfamilienwohnhaus „Schnitz“                         | Stuttgart-Neugereut, Ibisweg 17/19 |      | Bauherrengemeinschaft „Schnitz“, Stuttgart-Neugereut                | Peter Faller und Hermann Schröder, Stuttgart                         |  |
| Sporthalle Sindelfingen                                | Sindelfingen                       |      | Stadt Sindelfingen                                                  | Behnisch und Partner, Stuttgart                                      |  |
| Multihalle im Herzogenriedpark                         | Mannheim                           |      | Bundesgartenschau GmbH, Karl Eisenhut, Werner Haas                  | Carlfried Mutschler, Joachim Langner, Mannheim; Frei Otto, Warmbronn |  |
| Verwaltungsgebäude der ÖVA                             | Mannheim                           |      | Öffentliche Versicherungsanstalt der Badischen Sparkassen, Mannheim | Helmut Striffler, Mannheim                                           |  |
| Doppelwohnhaus                                         | Weilheim                           |      | Adolf und Margot Gamp, Weilheim                                     | Adolf Gamp, Weilheim                                                 |  |
| Alten- und Pflegeheim Reutlingen Bauherr: Architekten: | Reutlingen                         |      | Stiftung Altenhilfe der Stadt Reutlingen                            | Behnisch und Partner, Stuttgart                                      |  |

### 1981
| Projekt                                       | Ort                       | Bild | Bauherr                                           | Architekturbüro                                                                |
| --------------------------------------------- | ------------------------- | ---- | ------------------------------------------------- | ------------------------------------------------------------------------------ |
| U-Bahn-Station Schlossplatz                   | Stuttgart                 |      | Stadt Stuttgart                                   | Behnisch und Partner, Stuttgart in Zusammenarbeit mit dem Tiefbauamt Stuttgart |
| Reihenhaus für variable Nutzung               | Heidelberg-Handschuhsheim |      | Marie-Luise Rüttenauer, Heidelberg-Handschuhsheim | Architektengruppe Heidelberg, Peter Kuhn und Reinhold Rüttenauer, Heidelberg   |
| Stadtklinik Baden-Baden                       | Baden-Baden               |      | Stadt Baden-Baden                                 | Gernot Kramer, Rudolf Wiest und Partner, Karlsruhe                             |
| Verwaltungsgebäude der Firma Uhlmann          | Laupheim                  |      | Josef Uhlmann KG, Maschinenfabrik, Laupheim       | Mann und Partner                                                               |
| Hauptschule Dischingen                        | Dischingen                |      | Gemeinde Dischingen                               | Klaus Mahler, Jürgen Schaefer, Stuttgart                                       |
| Einfamilienhaus Fahr, Bauherrin:              | Sipplingen                |      | Heidi Fahr                                        | Carl Fahr, Sipplingen                                                          |
| Werk für Halbleiterprodukte (1. Bauabschnitt) | Böblingen-Hulb            |      | IBM Deutschland GmbH, Stuttgart                   | Karl und Christoph Kohlbecker, Gaggenau                                        |

### 1984
| Projekt                                                                                                 | Ort                    | Bild | Bauherr | Architekturbüro                                                              |
| --- | ---------------------- | ---- | --- | ---------------------------------------------------------------------------- |
| Einfamilienhaus in Rheinfelden                                                                          | Rheinfelden            |      | Dieter Siebold, Rheinfelden | Thomas Heiss, Günter Pfeifer, Lörrach                                        |
| Ausbau von Lagerhäusern und Büros zu Wohnhäusern mit gemeinschaftlichem Garten in Heidelberg-Wieblingen | Heidelberg-Wieblingen  |      | Bauherrengemeinschaft/Miteigentümer: Ulla und Jürgen Kartenbeck, Marion und Peter Kuhn, Monika und Hans Christian Pauli, Oskar Scherer, Dagmar und Hans Uelner | Architektengruppe Heidelberg, Peter Kuhn und Reinhold Rüttenauer, Heidelberg |
| Wohn- und Geschäftshaus Werderstraße in Rheinfelden                                                     | Rheinfelden            |      | Conform-Bauträger GmbH, Friedrichshafen | Thomas Heiss, Günter Pfeifer, Lörrach                                        |
| Katholisches Gemeindehaus in Konstanz-Litzelstetten                                                     | Konstanz-Litzelstetten |      | Katholische Pfarrgemeinde Peter und Paul, Litzelstetten | Herbert Schaudt, Konstanz                                                    |
| Landesgeschäftsstelle des Diakonischen Werkes Württemberg                                               | Stuttgart              |      | Diakonisches Werk der evangelische Kirche in Württemberg, Stuttgart                                                                                            | Behnisch und Partner                                                         |
| Umbau der Zehntscheuer in Darmsheim zum Haus der Vereine                                                | Darmsheim              |      | Stadt Sindelfingen/Ortschaft Darmsheim | Berger, Hauser, Oed und Maute, Tübingen/Darmsheim                            |
| Limes-Museum                                                                                            | Aalen                  |      | Stadt Aalen/Land Baden-Württemberg | Knut Lohrer, Dieter Herrmann, Stuttgart                                      |
| Hauptschule auf dem Schäfersfeld                                                                        | Lorch                  |      | Stadt Lorch | Behnisch und Partner, Stuttgart                                              |
| Schickardt-Sporthalle                                                                                   | Stuttgart-Heslach      |      | Landeshauptstadt Stuttgart, vertreten durch Techn. Referat/Hochbauamt                                                                                          | AP-Plan Brunnert, Mory, Osterwalder, Vielmo, Stuttgart                       |
| Gartenhallenbad Faulerbad                                                                               | Freiburg               |      | Stadt Freiburg, vertreten durch die Freiburger Kommunalbauten                                                                                                  | Hans-Dieter Hecker, Freiburg                                                 |
| Sportpferde-Forschungszentrum Baden-Baden                                                               | Iffezheim              |      | Ulrich Kissling, Iffezheim | Ulrich Schnitzer und Rolf Wagemann, Karlsruhe                                |

### 1988
| Projekt                                                            | Ort                             | Bild | Bauherr | Architekturbüro                                                          |
| ------------------------------------------------------------------ | ------------------------------- | ---- | --- | ------------------------------------------------------------------------ |
| Internationales Institut für Berufsbildung                         | Mannheim, Käthe-Kollwitz-Straße |      | Gemeinnützige Wohnungs- und Siedlungsbau GmbH, Karlsruhe | Carlfried Mutschler und Partner, Joachim Langner, Mannheim               |
| Heinrich-Hübsch-Schule                                             | Karlsruhe                       |      | Stadt Karlsruhe | Heinz Mohl, Karlsruhe mit Johannes Klauser                               |
| Steinhalle Emmendingen                                             | Emmendingen                     |      | Große Kreisstadt Emmendingen | Manfred Morlock, Schallstadt Landschaftsarchitekt: Bernd Meier, Freiburg |
| Gruberhof                                                          | Freiburg                        |      | Siedlungsgesellschaft der Stadt Freiburg | Manfred Morlock, Schallstadt Landschaftsarchitekt: Bernd Meier, Freiburg |
| Umkleidehaus im Landschaftspark Grütt                              | Lörrach                         |      | Stadt Lörrach | Manfred Morlock, Schallstadt Landschaftsarchitekt: Bernd Meier, Freiburg |
| Wohnanlage Röttelnblick                                            | Lörrach-Salzert                 |      | Deutsche Krankenversicherung AG, Köln | Thomas Heiß und Günter Pfeifer, Lörrach                                  |
| Einfamilienhaus in Rheinfelden-Eichsel                             | Rheinfelden-Eichsel             |      | Irmtraud Tarr-Krüger, Edward H. Tarr, Rheinfelden-Eichsel | Thomas Heiß und Günter Pfeifer, Lörrach                                  |
| Fabrikationsgebäude Raymond                                        | Weil-Haltingen                  |      | Firma Raymond, Grenoble und Lörrach | Fritz und Barbara Wilhelm, Lörrach                                       |
| Sanierung Stadtmitte Fellbach (3. Bauabschnitt)                    | Fellbach                        |      | Bauherrengemeinschaft Stadtmitte Fellbach | Arno Lederer, vormals Lederer und Sambeth                                |
| Neues Rathaus in Fellbach                                          | Fellbach                        |      | Stadt Fellbach | Ernst Gisel, Zürich                                                      |
| Hysolar Forschungs- und Institutsgebäude der Universität Stuttgart | Stuttgart-Vaihingen             |      | Saudi Arabian National Center for Science and Technology; Bundesministerium für Forschung und Technologie; Ministerium für Wissenschaft und Kunst des Landes Baden-Württemberg | Behnisch und Partner, Stuttgart                                          |
| Theaterpavillon des Württembergischen Staatstheater Stuttgart      | Stuttgart-Mitte                 |      | Land Baden-Württemberg | Gottfried Böhm, Köln                                                     |
| Neue Staatsgalerie Stuttgart und Neubau Kammertheater              | Stuttgart-Mitte                 |      | Land Baden-Württemberg | James Stirling, Michael Wilford and Associated Architects, London/Berlin |

### 1991
| Projekt                                                                         | Ort                     | Bild | Bauherr                                                     | Architekturbüro |
| ------------------------------------------------------------------------------- | ----------------------- | ---- | ----------------------------------------------------------- | --- |
| Wiederaufbau von Schloss Gottesaue für die Staatliche Musikhochschule Karlsruhe | Karlsruhe               |      | Land Baden-Württemberg                                      | Planung und Bauleitung: Staatliches Hochbauamt, Karlsruhe; Entwurf und Projektleitung: Baudirektorin Barbara Jakubeit |
| Fachhochschule Biberach – Erweiterungsbauten 1985–1988                          | Biberach an der Riß     |      | Land Baden-Württemberg                                      | Kammerer und Belz, Kucher und Partner, Stuttgart                                                                      |
| Kindergarten Luginsland                                                         | Stuttgart-Untertürkheim |      | Landeshauptstadt Stuttgart, Technisches Referat, Hochbauamt | Behnisch und Partner, Stuttgart                                                                                       |
| Mehrzweckhalle Schorndorf-Oberberken                                            | Schorndorf-Oberberken   |      | Stadt Schorndorf                                            | Beyer Weitbrecht Wolz, Stuttgart                                                                                      |
| Vitra Design Museum                                                             | Weil am Rhein           |      | Vitra Verwaltungs-GmbH, Weil am Rhein                       | Frank O. Gehry, Santa Monica/California                                                                               |
| Neubau Blendstatthalle                                                          | Schwäbisch Hall         |      | Stadt Schwäbisch Hall                                       | Mahler, Gumpp, Schuster, Stuttgart                                                                                    |
| Funktionsgebäude für die Remag AG Stahlhandel im Mannheimer Hafen               | Mannheim                |      | Firma Remag AG, Mannheim                                    | Jutta Schürmann, Peter Schürmann, Stuttgart                                                                           |
| Fußgänger-Hängebrücke über den Neckar bei Stuttgart                             | Stuttgart               |      | Landeshauptstadt Stuttgart                                  | Ingenieure: Schlaich Bergermann und Partner, Stuttgart                                                                |
| Tiefgarage Viehmarktplatz, Zugangsbauwerke 1987–1989                            | Biberach an der Riß     |      | Stadt Biberach an der Riß                                   | Kaag und Schwarz, Stuttgart                                                                                           |
| Studentenwohnung am Herdweg                                                     | Stuttgart, Herdweg      |      | Vereinigung Stuttgarter Studentenwohnheime Stuttgart        | Drei Architekten (Kai Haag, Sebastian Haffner, Tilman Stroheker), Stuttgart                                           |
| Haus am Fels                                                                    | Stuttgart-Untertürkheim |      | Béla Bambek und Ingrid Bambek-Schöttle                      | Bambek und Bambek Stuttgart-Untertürkheim                                                                             |

### 1994
| Projekt                                                          | Ort                        | Bild | Bauherr                                                                 | Architekturbüro                                                                                               |
| ---------------------------------------------------------------- | -------------------------- | ---- | ----------------------------------------------------------------------- | --- |
| Gottlieb-Daimler-Stadion (Überdachung, Umbau und Modernisierung) | Stuttgart                  |      | Landeshauptstadt Stuttgart                                              | Siegel+ Partner, Stuttgart; Weidleplan Consulting GmbH, Stuttgart; Schlaich Bergermann und Partner, Stuttgart |
| Aussegnungshalle Maulburg Bauherr: Architekten:                  | Maulburg                   |      | Gemeinde Maulburg                                                       | Günter Pfeifer & Assoziierte, Roland Mayer, Lörrach                                                           |
| Büro- und Lagerräume der Firma Schwarzenberger + Endres          | Lauchringen                |      | Schwarzenberger + Endres                                                | Michael Jockers, Stuttgart/Waldshut-Tiengen                                                                   |
| Dresdner Bank Service-Zentrum Stuttgart (Friedrichsstraße 22)    | Stuttgart                  |      | Grundstücksgesellschaft Wiesbaden, E. Klockmann & Co., Berlin           | Kammerer + Belz, Kucher und Partner, Stuttgart                                                                |
| Universität Ulm West (Elektrotechnik/Hochfrequenztechnik)        | Ulm                        |      | Land Baden-Württemberg                                                  | Steidle + Partner, München                                                                                    |
| Vitra Feuerwehrhaus                                              | Weil am Rhein              |      | Vitra Verwaltungs-GmbH, Weil am Rhein                                   | Zaha M. Hadid, London                                                                                         |
| Vordach Hauptbahnhof Ulm                                         | Ulm                        |      | Stadt Ulm, Hochbauamt                                                   | Jauss + Gaupp, Friedrichshafen                                                                                |
| IGA Wohnen – Haus 13                                             | Stuttgart, Störzbachstraße |      | Landesentwicklungsgesellschaft LEG, Baden-Württemberg mbH, Stuttgart    | Architekten: Mecanoo, Delft; Projektarchitekt: Erick van Egeraat; Cooperating architect: Francine Houben      |
| Minimalhaus                                                      | Stuttgart                  |      | Renate und Werner Kaag, Stuttgart                                       | Kaag und Schwarz, Stuttgart                                                                                   |
| Siedlung Ochsensteige                                            | Ulm                        |      | Ulmer Wohnungs- und Siedlungsgesellschaft (UWS), Ulm                    | René Antoniol + Kurt Huber, Frauenfeld/Schweiz                                                                |
| Verwaltungsgebäude der Stadtwerke Reutlingen                     | Reutlingen                 |      | Stadtwerke Reutlingen, Bürgermeister Jörg König                         | Auer + Weber + Partner, Stuttgart                                                                             |
| Mehrzweckhalle Rottenburg-Hailfingen                             | Hailfingen                 |      | Stadt Rottenburg am Neckar                                              | Ackermann & Raff, Tübingen                                                                                    |
| Erweiterung der Fachhochschule für Technik Aalen                 | Aalen                      |      | Land Baden-Württemberg, vertreten durch das Hochbauamt Schwäbisch Gmünd | Behnisch & Partner, Stuttgart                                                                                 |

### 1997
| Projekt                                | Ort               | Bild | Bauherr                                              | Architekturbüro |
| -------------------------------------- | ----------------- | ---- | ---------------------------------------------------- | --- |
| Bürohaus im Gniebel                    | Pliezhausen       |      | Grundstücksgesellschaft Gniebel, Pliezhausen         | Kauffmann Theilig & Partner, Ostfildern                                                                                            |
| Gewerbeschule                          | Karlsruhe-Durlach |      | Stadt Karlsruhe                                      | Mahler Gumpp Schuster mit Hartmut Fuchs, Armin Günster, Stuttgart                                                                  |
| Kindergarten „Lange Weiden“            | Winnenden         |      | Große Kreisstadt Winnenden                           | Hartwig Schneider mit Gabriele C. Mayer, Stuttgart                                                                                 |
| Stadtgarten Böblingen                  | Böblingen         |      | Stadt Böblingen und Landesgartenschau Böblingen GmbH | Architekten: Janson & Wolfrum, Stuttgart; Landschaftsarchitekten: Angela Bezzenberger, Darmstadt und Brigitte Schmelzer, Stuttgart |
| Haus Götz – Geschäftshaus am See       | Böblingen         |      | Götz, Böblingen                                      | Zach + Zünd, Zürich/Stuttgart |
| Zeppelinmuseum                         | Friedrichshafen   |      | Zeppelin Museum, Friedrichshafen                     | Jauss + Gaupp, Friedrichshafen |
| Lagerhalle und Bürogebäude für die EKZ | Reutlingen        |      | EKZ GmbH, Reutlingen                                 | Lederer + Ragnarsdóttir + Oei, Stuttgart                                                                                           |
| Vitra Konferenzpavillon                | Weil am Rhein     |      | Vitra Verwaltungs-GmbH, Weil am Rhein                | Tadao Andō, Osaka/Japan |
| Atelierhaus Gaupp                      | Meckenbeuren      |      | Hubert und Traudel Gaupp, Meckenbeuren               | Jauss + Gaupp, Friedrichshafen |

### 2000
| Projekt                                                       | Ort                          | Bild | Bauherr                                                | Architekturbüro                                |
| ------------------------------------------------------------- | ---------------------------- | ---- | ------------------------------------------------------ | ---------------------------------------------- |
| Staufer-Gymnasium                                             | Pfullendorf                  |      | Stadt Pfullendorf, Stadtbauamt                         | Christine Remensperger, Stuttgart              |
| Dreigruppiger Kindergarten                                    | Pliezhausen                  |      | Gemeinde Pliezhausen                                   | D'lnka + Scheible, Fellbach                    |
| Seniorenwohnanlage Neuenbürg                                  | Neuenbürg                    |      | Stadt Neuenbürg                                        | Mahler Günster Fuchs, Stuttgart                |
| EVS – Erweiterung der Hauptverwaltung Stuttgart               | Stuttgart                    |      | Energie-Versorgung Schwaben AG / EnBW, Stuttgart       | Lederer Ragnarsdóttir Oei, Stuttgart/Karlsruhe |
| Neubau eines Bürogebäudes mit Montagebereich im EG IMT Nagler | Fellbach                     |      | Inke Nagler vertreten durch IMT Peter Nagler, Fellbach | Dollmann + Partner, Stuttgart                  |
| Feuerwehrgerätehaus                                           | Rietheim                     |      | Gemeinde Rietheim-Weilheim                             | Helmut Dury, Konstanz                          |
| Parkhaus am Bollwerksturm                                     | Heilbronn, Mannheimer Straße |      | Stadtwerke Heilbronn, Hochbauamt                       | Mahler Günster Fuchs, Stuttgart                |

### 2003
| Projekt                                         | Ort        | Bild | Bauherr                                  | Architekturbüro                                                                      |
| ----------------------------------------------- | ---------- | ---- | ---------------------------------------- | ------------------------------------------------------------------------------------ |
| Schule und Sporthalle im Scharnhauser Park      | Ostfildern |      | Stadt Ostfildern/SEG Ostfildern          | Arno Lederer + Jórunn Ragnarsdóttir + Marc Oei, Stuttgart / Karlsruhe                |
| Servicegebäude Sportanlagen am Mühlbach         | Deggingen  |      | Turnverein Deggingen                     | Mario Hägele, Stuttgart                                                              |
| Laserfabrik und Logistikzentrum                 | Ditzingen  |      | Trumpf (Unternehmen)                     | Barkow Leibinger Architekten, Berlin                                                 |
| Burda Parkhaus                                  | Offenburg  |      | Hubert Burda Media                       | Ingenhoven Overdiek und Partner, Düsseldorf                                          |
| Städtebauliche Gesamtanlage „Scharnhauser Park“ | Ostfildern |      | Stadt Ostfildern/SEG Ostfildern          | Janson und Wolfrum, Stuttgart                                                        |
| Aussichtsturm Killesberg                        | Stuttgart  |      | Verschönerungsverein der Stadt Stuttgart | Schlaich Bergermann und Partner, Stuttgart mit Luz Landschaftsarchitektur, Stuttgart |
| Haus R128                                       | Stuttgart  |      | Ursula und Werner Sobek                  | Werner Sobek, Stuttgart                                                              |

### 2006
| Projekt                                 | Ort               | Bild | Bauherr                                                                    | Architekturbüro                                                   |
| --------------------------------------- | ----------------- | ---- | -------------------------------------------------------------------------- | ----------------------------------------------------------------- |
| Südwestmetall Heilbronn                 | Heilbronn         |      | Südwestmetall – Verband der Metall- und Elektroindustrie Baden-Württemberg | Dominik Dreiner Freier Architekt BDA, Gaggenau                    |
| Peter-Bruckmann-Schule                  | Heilbronn         |      | Landkreis Heilbronn                                                        | die architekten baum, gehlen, häussler, schreiber, Stuttgart      |
| Südwestmetall Reutlingen                | Reutlingen        |      | Südwestmetall – Verband der Metall- und Elektroindustrie Baden-Württemberg | Allmann Sattler Wappner Architekten GmbH, München                 |
| Bezirksärztekammer Nordwürttemberg      | Stuttgart         |      | Bezirksärztekammer Nordwürttemberg                                         | Aldinger & Aldinger Partnerschaft, Stuttgart                      |
| Bosch Haus Heidehof                     | Stuttgart         |      | Robert Bosch GmbH                                                          | Atelier Prof. Peter Kulka, Köln                                   |
| Raphael-Kirche der Christengemeinschaft | Pforzheim         |      | Die Christengemeinschaft Gemeinde Pforzheim                                | AAG Loebner Schäfer Weber BDA, Freie Architekten GmbH, Heidelberg |
| Neubau Firmensitz BASS                  | Niederstetten     |      | BASS GmbH & Co. KG                                                         | Florian Nagler Architekten, München                               |
| Feuerwehrhaus Lauffen a.N.              | Lauffen am Neckar |      | Stadt Lauffen am Neckar, Hochbauamt                                        | Bernd Zimmermann, Freier Architekt BDA, Heilbronn                 |
| Quartier 4, Scharnhauser Park           | Ostfildern        |      | HKPE Hofkammer Projektentwicklung                                          | Fink + Jocher, München                                            |
| Haus Lude-Hopf                          | Kornwestheim      |      | Sybille und Ralf Lude-Hopf                                                 | Hartwig Schneider, Stuttgart                                      |

### 2009
| Projekt                                                    | Ort                   | Bild | Bauherr                                                                                                  | Architekturbüro                                                                                  |
| ---------------------------------------------------------- | --------------------- | ---- | --- | ------------------------------------------------------------------------------------------------ |
| feco-Forum                                                 | Karlsruhe             |      | Feederle Verwaltungsgesellschaft                                                                         | Arno Lederer + Jórunn Ragnarsdóttir + Marc Oei, Stuttgart                                        |
| Universität Heidelberg – Neubau Bioquant                   | Heidelberg            |      | Land Baden-Württemberg vertreten durch Vermögen und Bau Baden-Württemberg, Universitätsbauamt Heidelberg | Staab Architekten BDA, Berlin                                                                    |
| Neubau Förder- und Betreuungsgruppe Längelter              | Heilbronn             |      | Beschützende Werkstätte Heilbronn                                                                        | Bernd Zimmermann Freier Architekt BDA, Heilbronn                                                 |
| Paul-Horn-Arena                                            | Tübingen              |      | Universitätsstadt Tübingen                                                                               | Allmann Sattler Wappner Architekten, München                                                     |
| Bürgerzentrum Blaustein                                    | Blaustein             |      | Gemeinde Blaustein                                                                                       | meister.architekten, Ulm                                                                         |
| Mercedes-Benz Museum                                       | Stuttgart             |      | Daimler Real Estate GmbH, Berlin                                                                         | UNStudio, AJ, Amsterdam                                                                          |
| Bücherei und Jugendräume                                   | Ostfildern-Kemnat     |      | Stadt Ostfildern, Baubürgermeister Jürgen Fahrländer                                                     | Klumpp + Klumpp Architekten, Aichtal                                                             |
| Gemeindezentrum Neuhermsheim                               | Mannheim-Neuhermsheim |      | Evangelische Kirchengemeinde Mannheim                                                                    | netzwerkarchitekten PartG, Darmstadt                                                             |
| Parkhaus am Rathaus                                        | Ulm                   |      | Ulmer Parkbetriebs-Gesellschaft                                                                          | Planungsgemeinschaft: Scherr + Klimke, Architekten Ingenieure, Ulm hochstrasser.architekten, Ulm |
| Wohnhaus Glück – Umbau und energetische Sanierungsmaßnahme | Engstingen            |      | Susanne Glück                                                                                            | Baisch + Fritz Freie Architekten BDA, Tübingen                                                   |

### 2012
| Projekt                                                                               | Ort                 | Bild | Bauherr | Architekturbüro                                                   |
| ------------------------------------------------------------------------------------- | ------------------- | ---- | --- | ----------------------------------------------------------------- |
| Erweiterung Hochschule für Gestaltung                                                 | Pforzheim           |      | Land Baden-Württemberg vertreten durch Vermögen und Bau Baden-Württemberg – Amt Pforzheim                     | MGF Architekten GmbH, Stuttgart                                   |
| Umgestaltung Kirche St. Augustinus                                                    | Heilbronn           |      | Katholische Kirchengemeinde St. Augustinus                                                                    | Günter Pfeifer Kuhn Architekten, Freiburg                         |
| Erweiterung Klosterschule des Klosters Hegne Marianum                                 | Allensbach-Hegne    |      | Kongregation der Barmherzigen Schwestern vom Heiligen Kreuz von Ingenbohl in Hegne, Provinz Baden-Württemberg | Arno Lederer + Jórunn Ragnarsdóttir + Marc Oei, Stuttgart         |
| Turnhalle plus X, Bauherr: Architekten:                                               | Mannheim            |      | Stadt Mannheim/GBG Mannheimer Wohnungsbaugesellschaft                                                         | scholl architekten partnerschaft scholl.balbach.walker, Stuttgart |
| Galerie Stihl Waiblingen mit der Kunstschule Unteres Remstal                          | Waiblingen          |      | Stadt Waiblingen, Baudezernat                                                                                 | Hartwig Schneider, Stuttgart                                      |
| Sanierung und Umbau der Aussegnungshalle auf dem Waldfriedhof                         | Aalen               |      | Stadt Aalen                                                                                                   | kaestle ocker roeder Architekten BDA, Stuttgart                   |
| Betriebsrestaurant mit Auditorium                                                     | Ditzingen           |      | Trumpf GmbH & Co. KG, Ditzingen                                                                               | Barkow Leibinger Architekten, Berlin                              |
| JUSTK – Wohnhaus in Holzbauweise für 4 Kinder und 2 Erwachsene, Bauherr: Architekten: | TübingenTübingen    |      | Katrin Martenson & Dominik Bless-Martenson                                                                    | AMUNT Nagel Theissen, Stuttgart und Björn Martenson, Aachen       |
| Haus Berner                                                                           | Stuttgart-Rotenberg |      | Heike und Marcus Berner                                                                                       | Christine Remensperger, Stuttgart                                 |

### 2015
| Projekt                                             | Ort         | Bild | Bauherr                                                       | Architekturbüro                                    |
| --------------------------------------------------- | ----------- | ---- | ------------------------------------------------------------- | -------------------------------------------------- |
| Evangelische Grundschule mit Sporthalle             | Karlsruhe   |      | Schulstiftung der Evangelischen Landeskirche Baden, Karlsruhe | wulf architekten, Freie Architekten BDA, Stuttgart |
| Kita des Karlsruher Instituts für Technologie (KIT) | Karlsruhe   |      | Vermögen und Bau Baden-Württemberg, Amt Karlsruhe             | Bruno Fioretti Marquez Architekten, Berlin         |
| Theater Heidelberg                                  | Heidelberg  |      | Theater- und Orchesterstiftung Heidelberg                     | Waechter + Waechter Architekten, Darmstadt         |
| Besucherzentrum Schloss Heidelberg                  | Heidelberg  |      | Land Baden-Württemberg                                        | Max Dudler, Berlin / Zürich                        |
| Bischöfliches Ordinariat Rottenburg-Stuttgart       | Stuttgart   |      | Diözese Rottenburg-Stuttgart                                  | Lederer Ragnarsdóttir Oei, Stuttgart               |
| Hospitalhof Stuttgart                               | Stuttgart   |      | Evangelische Gesamtkirchengemeinde Stuttgart                  | Lederer Ragnarsdóttir Oei, Stuttgart               |
| Wohn- und Geschäftshaus Edition Panorama            | Mannheim    |      | Edition Panorama                                              | Beat Consoni Architekten, St. Gallen               |
| Haus F                                              | Esslingen   |      | Familie Finckh                                                | Finckh Architekten BDA, Esslingen / Stuttgart      |
| Umbau und Sanierung Wohnhaus WZ2                    | Ludwigsburg |      | Privat                                                        | Bernd Zimmermann Architekten, Ludwigsburg          |

### 2018
| Projekt                                                      | Ort                       | Bild | Bauherr                                                                                       | Architekturbüro                                                     |
| ------------------------------------------------------------ | ------------------------- | ---- | --------------------------------------------------------------------------------------------- | ------------------------------------------------------------------- |
| Hochschule der Medien, Erweiterung Süd                       | Stuttgart                 |      | Land Baden-Württemberg                                                                        | Simon Freie Architekten BDA                                         |
| Hof 8 – Umnutzung der ehemals landwirtschaftlichen Hofanlage | Weikersheim-Schäftersheim |      | Martina Klärle und Andreas Fischer-Klärle                                                     | Architekturbüro Klärle, Rolf Klärle Dipl.-Ing. freier Architekt BDA |
| Turmbergterrasse                                             | Karlsruhe-Durlach         |      | Amt für Hochbau und Gebäudewirtschaft vertreten durch Herrn Thomas Dueck, Stadtbauamt Durlach | Hähnig I Gemmeke, Freie Architekten BDA                             |
| Generalsanierung Haus des Landtags                           | Stuttgart                 |      | Land Baden-Württemberg                                                                        | Staab Architekten GmbH                                              |
| Kreativwirtschaftszentrum                                    | Mannheim                  |      | Stadt Mannheim                                                                                | Hartwig Schneider, Stuttgart                                        |
| Neubau Kärcher-Areal                                         | Winnenden                 |      | Kärcher (Unternehmen)                                                                         | Reichel Schlaier Architekten                                        |
| Tankturm                                                     | Heidelberg                |      | Wasserturm Grundstücksverwaltung                                                              | AAg LoebnerSchäferWeber BDA Freie Architekten                       |

### 2020 / 2021
| Projekt                                                   | Ort                    | Bild | Bauherr                          | Architekturbüro                                                                                 |
| --------------------------------------------------------- | ---------------------- | ---- | -------------------------------- | ----------------------------------------------------------------------------------------------- |
| dialogicum, Neubau dm-drogerie markt Unternehmenszentrale | Karlsruhe              |      | dm-drogerie markt                | LRO Lederer Ragnarsdóttir Oei Architekten BDA / AI                                              |
| Kinder- und Jugenddorf Klinge                             | Seckach                |      | Kinder- und Jugenddorf Klinge    | Ecker Architekten BDA + BDIA Dea Ecker + Robert Piotrowski Freie Architekten + Innenarchitekten |
| Wagenhallen Stuttgart                                     | Stuttgart              |      | Landeshauptstadt Stuttgart       | Atelier Brückner                                                                                |
| Petrus-Jakobus-Kirche mit Gemeindehaus                    | Karlsruhe              |      | Evangelische Kirche Karlsruhe    | Peter Krebs Büro für Architektur                                                                |
| Bücherei Kressbronn am Bodensee                           | Kressbronn am Bodensee |      | Gemeinde Kressbronn am Bodensee  | Steimle Architekten BDA, Stuttgart                                                              |
| Bischofsgrablege Sülchenkirche                            | Rottenburg am Neckar   |      | Bistum Rottenburg-Stuttgart      | Cukrowicz Nachbaur Architekten                                                                  |
| John Cranko Schule                                        | Stuttgart              |      | Land Baden-Württemberg           | Burger Rudacs Architekten                                                                       |
| Kita im Park                                              | Stuttgart              |      | Landeshauptstadt Stuttgart       | Birk Heilmeyer und Frenzel Architekten                                                          |
| Wohnen Beznerturm                                         | Ravensburg             |      | Bauherrengemeinschaft Beznerturm | bächlemeid architekten stadtplaner bda Karin Meid-Bächle und Martin Bächle                      |
| Kienlesbergbrücke Ulm                                     | Ulm                    |      | SWU Verkehr GmbH                 | Knight Architects Thame House, 9 Castle Street, High Wycombe, HP13 6RZ, Großbritannien          |

### 2023 / 2024
Träger des Landespreises
| Projekt                                | Ort                            | Bild | Bauherr                                                         | Architekturbüro                                           |
| -------------------------------------- | ------------------------------ | ---- | --------------------------------------------------------------- | --------------------------------------------------------- |
| KUBAA Kulturbahnhof                    | Aalen                          |      | Stadt Aalen                                                     | a+r Architekten, Stuttgart                                |
| Stadtbahntunnel Karlsruhe              | Karlsruhe                      |      | KASIG – Karlsruher Schieneninfrastrukturgesellschaft, Karlsruhe | allmannwappner, München                                   |
| FRIHA. Haus am Hang                    | Menzenschwand                  |      | Kai Hollenbach, Bleibe                                          | Amunt Nagel Theissen, Stuttgart                           |
| Rennwegdreieck – Das Quartier im Haus  | Freiburg im Breisgau           |      | Freiburger Stadtbau                                             | Bachelard Wagner Architekten AG (BSA), Basel              |
| Kita zwischen Bäumen                   | Böblingen, Breslauer Straße 89 |      | Stadt Böblingen                                                 | Franke Seiffert Architekten BDA, Stuttgart                |
| Markolfhalle Markelfingen              | Radolfzell                     |      | Große Kreisstadt Radolfzell                                     | Steimle Architekten BDA, Stuttgart                        |
| TINA – Flexibles Büro- und Wohngebäude | Breisach am Rhein              |      | Bettina Häberle                                                 | Studio Sozia, Lisa Häberle & Valerio Calavetta, Karlsruhe |
| Grundschule Fuchshofstrasse            | Ludwigsburg, Fuchshofstraße 53 |      | Stadt Ludwigsburg, Amt für Hochbau- und Gebäudewirtschaft       | Von M, Stuttgart                                          |